# 古代核戦争説
古代核戦争説（こだいかくせんそうせつ）とは、有史以前の地球に近代人の知らない超古代文明が栄えていたが、核戦争により滅亡したとする説。または、四大文明および同時代の文明が核戦争により滅亡したという説。一般的な歴史観に反するため考古学者、歴史学者の間ではまともな論議の対象となっておらず、これまで学術的な分析でも成果は挙がっていない。
地球上には四大文明以前にも、それらを凌ぐ（なかには、現在の文明をもしのぐと主張する者もいる）「超文明」などと呼称される超古代文明が存在していたが、みずからが起こした核戦争によって跡形もなく滅亡。現在最古と考えられている文明はその後に再興してきたものに過ぎないと主張する説。
日本では橋川卓也、日本国外では、中国の王然（Ran Wang）、イギリスのデヴィッド・W・ダヴェンポート（David Davenport）とイタリアのエットーレ・ヴィンセンティ（Ettore Vincenti）、ピーター・コロシモ（Peter Kolosimo）、らが主唱している。
肯定論者は、多くの神話（『創世記』、『マハーバーラタ』、『ラーマーヤナ』など）の描写には古代宇宙飛行士説と核戦争と解釈可能な記述があると主張したり、モヘンジョダロなどにおいて核戦争の痕跡と思われるオーパーツもいくつか発見されている、などとしている。
古代核戦争説が主張された当時は冷戦期であり全面核戦争とそれによる文明の全面滅亡の脅威が真剣に論じられていた。しかし、のちに全面核戦争が起きれば核の冬によって人類は絶滅する（つまり過去に全面核戦争は起きていない）とされるようになり、さらに冷戦終了で全面核戦争の脅威自体が失われると、この説もまた忘れられていった。

## 論拠
論拠としては、
- 昔から残された文献の解読による主張
- 遺跡から発見された痕跡の調査結果による主張

のふたつに分けられる。

### 文献
核爆弾が空中で爆発すると、数百万度という超高温の火球が発生し、超高温の熱線と致死量の放射線が周囲に放散される。同時に空気が急激に加熱されることで爆発的に膨張し、強力な衝撃波が発生する。この衝撃波が地表に達すると、地表の土やほこりが大量に舞い上がるため、地表ではあたり一面が暗くなる。さらに、核爆発時にともなう放射線によって土壌等が汚染され、高い放射能を帯びるようになる。
紀元前10世紀ごろに起きた大戦争を語り伝えた「バラタ族の戦争を物語る大叙事詩」を意味する『マハーバーラタ』をはじめ、古代インドの叙事詩『ラーマーヤナ』、『リグ・ヴェーダ』には、この大気圏内核爆発を想像させる記述が見受けられる。
- 超高温の火球＝太陽が一万個集まった光り輝く柱
- 強烈な熱線＝池の水が蒸発、猛火に焼かれた木々のように倒れる戦士たち、火傷で逃げまどう戦象、灰と化す住民
- 衝撃波＝恐ろしい風、うなる雲、揺れ動く太陽
- 衝撃波で舞い上がる土ぼこり＝方向感覚を見失うほどの濃い闇
- 放射能汚染＝髪の毛や爪が抜け落ちた死体、毒された食物、鎧を脱ぎ捨てて体を水で洗う生存者

以上のように、記述はきわめて具体的で、原爆投下後の広島の被害状況とも酷似しており、とても想像だけで書いたとは考えがたいというのが肯定論者の主張である。

### モヘンジョダロ遺跡

#### ダヴェンポートらの説
インダス文明の古代都市モヘンジョダロの遺跡は周囲約5平方キロメートルの広大な遺跡であるが、現在発掘が進んでいるのは全体の約4分の1ほどの地域である。遺跡で見つかった白骨死体46体は、突然、死がやって来たような状態であった。その内の9体には高温にさらされた跡が残されていた。また『ラーマーヤナ』の記述にもとづき、戦争の年代と場所とを特定した研究者によると、炭素14の分析によって、戦争の発生期間を紀元前2030年から紀元前1930年の間と特定したものの、モヘンジョダロにおいては約400年程度の食い違いが見られるという。このずれの可能性としては放射能の影響が強く考えられるが、いまだはっきりしない。
古代核戦争の研究者ダヴェンポートは、発掘対象からはずれていて、現地民が「ガラスになった町」と呼んで近付かない場所を訪れたと報告している。
そこは、黒いガラス質の石が、周囲約800メートル四方を覆い尽くしているという場所で、これらの石片は、高熱で溶けた砂が再固化したものと判明しており、その正体はテクタイトであるとされる。（ダヴェンポートは、核爆発由来で生じたものとしてトリニタイトと呼んでいる。）
この付近では、ほかにも溶けてくっついたレンガや、ねじ曲がったり気泡が混じるなどしてガラス化した壺の破片等の遺物も見つかっている。これらの遺物やガラス化現象については、大規模な火災や火山噴火等の諸条件が偶然重なって起きたまれな現象であるというのが、一般的な考古学者の見解であるが、モヘンジョダロ遺跡のあるインダス川流域において、それほどの大規模の火山活動の痕跡はいっさい確認されていない。
このように広範囲の砂が溶けてガラス化するという現象は、これまで自然界ではまったく見つかっておらず、同様の風景は今のところ地表で核実験の行われた場所（砂漠）でしか確認されていない。
また、壺が原形を保ちながら溶けかかった状態で固まるという現象は、超高温の熱線がきわめて短時間に照射された状況を想定しない限り考えにくい（高熱にさらされる時間が長ければ、完全に溶けて原形を失うし、逆に、温度が低ければ大きな変形は起きない。）。なお、広島市にある広島平和記念資料館には、これらの遺物同様なかば溶けかかりながらも原形を留めたガラス製の一升瓶や、表面のみが溶けた瓦などが展示されている。
ダヴェンポートは、モヘンジョダロで発見された遺物をローマ学科大学へ持ち込み、ブルーノ・デイ・サバティーロ教授（火山学）やアムレート・フラミーニ教授（岩石学研究所）らに分析を依頼した。その結果、問題の遺物は約1000度から1500度の高温で短時間に加熱された「らしい」という結果が出たと報告している。
日本では、ムーなどで古代史研究家の英人デヴィッド・ダヴェンポートとイタリア人エットーレ・ヴィンセンティによる説として紹介された。

#### 否定説
前記ダヴェンポートによるとされる主張に対し、以下のような反論がなされている。
証拠とされる品物が、じつは「発見者」や「オカルティストたち」によって捏造された可能性である。発見者のダヴェンポートは、この「ガラスになった町」を「地元でタブーとされている場所」として、その正確な場所を明らかにせず、その存在を第三者が確認したわけではない。インダス文明を研究する考古学者の近藤英夫教授（東海大学）はNHKの取材で、このガラスになった町について「モヘンジョダロは何度も訪れたが、見たことも現地で話を聞いたこともない」とコメントしている。ダヴェンポートの発表当時とは違い、現代ではGoogle Earthなどでモヘンジョダロ周辺の衛星写真を簡単に閲覧できるが、約800メートル四方もの広さのある（とされる）「ガラスになった町」らしきものはいっさい確認できない。「ガラスになった町」が実在しないのであれば、そこから発見されたという遺物の信憑性も失われることになる。
現地で発見された遺体についても、モヘンジョダロはインダス文明期以降も、洪水や火災等が原因で興亡を繰り返していたことがわかっており、一時期は廃墟化していたことさえあった。そのため、放置された遺体が見つかっても別に不思議ではない（上記の伝承も、通常の大火が誇張されて伝わったものと考えても齟齬はない）。
NHKのテレビ番組『幻解！超常ファイル』のスタッフが調査したが、元となるダヴェンポートとヴィンセンティの著作が出版されたとされるイタリアの版元や図書館でも同書は見つけ出せず、ダヴェンポートとヴィンセンティにも連絡が取れず、彼らが調査したという一次資料も確認できなかった。日本のモヘンジョダロの研究家に確認しても、高温で焼けた町の跡とか溶けたガラス等といった話自体を見たことも聞いたこともないとされている。

### カッパドキア遺跡
トルコのカッパドキア地方には、カイマクル・デリンクユ・オズコナーク等の地下都市遺跡が数十以上も存在し、最大で十万人以上が地下で生活していたのではないかと推測されている。構造そのものはシンプルで、地下の花崗岩層をノミなどの原始的な工具で掘ってくり抜き、部屋や階段や廊下に仕立てていた。しかしその規模は非常に大きく、例えばカイマクルでは８層に渡る多層構造を呈していて集会場や学校、ワイナリーや食料貯蔵庫や家畜の飼育場まで備えており、約2万人が居住できたと推測される。
しかしその起源については未解明であり、過去には初期キリスト教の信者達が建設したとされていた。これは、地上のギョレメ等に岩窟をくり抜いたキリスト教会が多数存在するからであるが、実際には地下都市内には教会やキリスト教を示すイコンの類などキリスト教徒が暮らしていた証拠が見つかっておらず、またキリスト教成立以前において古代ギリシャ・ローマ時代の歴史家であるヘロドトスやストラボンらが地下都市の存在を示唆していた事からも、現在では初期キリスト教徒と地下都市遺跡は関係が無いのではと考えられている。一説にはヒッタイトやスキタイ人が建設に関わっていたとも言われているがはっきりとはしない。
この事から、古代核戦争説の提唱者達からはこの地下都市遺跡を核シェルターの一種だとされ、そこで核戦争を生き延びた超古代文明の担い手達がその後にヒッタイトや古代ギリシャ諸文明を興したのだと主張している。また、カッパドキア地方の地上に見られる特徴的で多様な奇岩・奇景も、核爆発によって岩石が溶解した跡ではないかという。
また、カッパドキアは1985年に「ギョレメ国立公園およびカッパドキアの岩石遺跡群」として世界遺産に登録された。

### フレデリック・ソディの『原子の解説』
1921年にノーベル化学賞を受賞したフレデリック・ソディ（Frederick Soddy）が、1909年に発表した著書『原子の解説（The Interpretation of Radium）』のなかで、「古代文明が核兵器で滅んだと信じていると書いている」とする主張がある。
しかし実際のところは、楽園追放や賢者の石などといった伝承や説話が、有史以前の遠い昔に人類が核のエネルギーを得たが、ふたたび失った出来事の反映かもしれないと考えるのは興味深いことだ、と記しているに過ぎない。本書が刊行された時代には核兵器はおろか、核分裂や連鎖反応の原理すら解明されていなかった。ソディは広義の核分裂の一種でもあるアルファ崩壊を発見し、原子核から直接エネルギーを取り出しうることを示唆したが、アルファ崩壊は非常に長い時間を要するため（質量欠損を参照）、人類の実用に供することは不可能であった。そのためソディは、この時点ではまだ実現していなかった核エネルギー解放の可能性を、古代にも人類が既にそれを得ていたかもしれないというかたちで語ったのである。したがって本書の記述は「核兵器」という概念とは直接関係していない。本書自体はラジウムやウラン等をはじめとする放射性物質の解説書で、上記の内容は、人類と核エネルギーによる文明のあり方を取り上げた最終節に登場するのみである。

### ガボン（オクロ）の原子炉跡
1972年、フランス原子力庁はガボン共和国オクロのウラン鉱床を分析して、ウラン235（自発核分裂する）とウラン238（自発核分裂しない）の同位体比の異常性を発見し、この原因が約20 - 25億年前に連鎖反応が自然発生し、「天然原子炉」が形成されたためと結論付けた。
連鎖反応を維持するには、ウラン235が臨界量必要であるが、現在の天然存在比は約0.71%と、高品位のウラン鉱石でも不十分で人工濃縮を必要とする。しかし、半減期7億年のウラン235は7億年前には今の2倍、14億年前は4倍存在し、当時の存在比は約6%程度と試算できる。この超高品位のウラン鉱脈に地下水が浸透し、水が減速材となって、連鎖反応を進行させたと考えられている。
ところが、メディア報道によってこれが「有史以前の超古代文明人が残した太古の原子炉跡」ではないかと話題にされ、さらには「原子炉があったのなら核爆弾もあったはず」だと思い込む者まで現れ、古代核戦争関連の書籍において、論拠とされる例が見られる。